# Familles d'explorateurs
Familles d'explorateurs est une émission de télévision française de télé réalité et d'aventure, produite par Adventure Line Productions. Elle est diffusée sur TF1 du 1er avril 2011 au 6 mai 2011 en première partie de soirée et dont le tournage a été réalisé en octobre 2010. À la suite de faibles résultats d'audience, l'émission est écourtée.
Denis Brogniart qui anime déjà Koh-Lanta présente ce programme.
Stella, Celsino et Gianni Ferrone ont remporté l'émission. Ils gagnent 130 000 € pour leur famille.

## Principe
Dans ce jeu, cinq familles s'affrontent durant vingt jours de compétition. Chaque équipe est composée de deux parents accompagnés de deux de leurs enfants de plus de 16 ans. Ensemble, ils doivent camper dans la nature et affronter d'autres familles au cours d'épreuves physiques. À chaque manche, la famille vaincue doit choisir d'envoyer un membre de son équipe en exil.
Lors de la finale, les équipes encore en liste partent à la recherche des autres membres exilés. La famille victorieuse est choisie en direct par les téléspectateurs au cours d'une émission exceptionnelle et remporte la somme de 140 000 euros.

## Déroulement du jeu

### Le grand jeu des familles
Le grand jeu des familles est le lieu où les 5 familles se retrouvent pour participer à une épreuve physique s'articulant autour d'une des grandes valeurs familiales (cohésion, transmission...). Au terme de cette épreuve, une famille est déclarée vainqueur et tous ses membres sont alors hors de danger.

### L'exploration
La famille ayant remporté le grand jeu des familles part en exploration pendant 24 heures à la découverte des hauts lieux de l'Australie, où se déroule l'émission. Pendant l'exploration, la famille participe à un défi dans un temps limité. Si elle réussit ce défi, elle ajoute 5 000 € de plus à la cagnotte de toutes les familles (qui s'élèvent au départ à 100 000 €). Si tous les défis sont réussis, la famille qui gagnera l'émission remportera 140 000 €.

### L'exil
Les familles n'ayant pas remporté le grand jeu des familles choisissent chacune un membre qui les représentera lors de l'épreuve de l'exil. Au terme de cette épreuve, un classement est établi entre les participants (un membre de chaque équipe perdante du grand jeu des familles). Le vainqueur de l'épreuve rejoint directement sa famille, le dernier est éliminé du jeu.

### L'assemblée
Lors de l'assemblée, l'équipe gagnante du grand jeu des familles, revenue de l'exploration, choisit parmi les candidats de l'exil restant en course lequel sera éliminé. L'autre candidat rejoint sa famille.
Lors de chaque émission, 2 candidats issus de 2 familles différentes sont éliminés.
Lorsque tous les membres d'une famille sont éliminés, la famille quitte l'aventure.
À la fin du jeu, les familles encore en lice sont départagées par le vote des téléspectateurs. La famille arrivée en tête des votes remporte la totalité de sa cagnotte, pouvant s'élever de 100 000 € à 140 000 €.

## Participants
| Nom de la famille | Candidat      | Âge durant le tournage | Lien de parenté             | Statut                                                                          | Classement |
| ----------------- | ------------- | ---------------------- | --------------------------- | ------------------------------------------------------------------------------- | ---------- |
| Ferrone           | Stella        | 50 ans                 | La mère                     | Gagnante                                                                        | 1er        |
| Ferrone           | Bruno         | 44 ans                 | Le compagnon de Stella      | Éliminé à la suite de sa défaite à l'exil lors de l'épisode 1 du 1er avril 2011 | 1er        |
| Ferrone           | Celsino       | 27 ans                 | Le fils aîné de Stella      | Gagnant                                                                         | 1er        |
| Ferrone           | Gianni        | 24 ans                 | Le fils cadet de Stella     | Gagnant                                                                         | 1er        |
| Zorra             | Valérie       | 46 ans                 | La mère                     | Éliminée lors du conseil de l'Assemblée de l'épisode 5 du 22 avril 2011         | 2es        |
| Zorra             | Thierry       | 47 ans                 | Le compagnon de Valérie     | Finaliste                                                                       | 2es        |
| Zorra             | Samantha      | 21 ans                 | La fille de Valérie         | Éliminée lors du conseil de l'Assemblée de l'épisode 6 du 29 avril 2011         | 2es        |
| Zorra             | Jimmy         | 19 ans                 | Le fils de Valérie          | Finaliste                                                                       | 2es        |
| Fiasson           | Charles       | 70 ans                 | Le grand-père               | Éliminé lors de la demi-finale du 6 mai 2011                                    | 3es        |
| Fiasson           | Carole        | 25 ans                 | La fille cadette de Charles | Éliminée lors du conseil de l'Assemblée de l'épisode 2 du 8 avril 2011          | 3es        |
| Fiasson           | Estelle       | 40 ans                 | La fille aînée de Charles   | Éliminée lors de la demi-finale du 6 mai 2011                                   | 3es        |
| Fiasson           | Rémi          | 21 ans                 | Le fils d'Estelle           | Éliminé lors du conseil de l'Assemblée de l'épisode 7 du 29 avril 2011          | 3es        |
| L'Appartien       | Bruno         | 56 ans                 | Le père                     | Éliminé lors du conseil de l'Assemblée de l'épisode 1 du 1er avril 2011         | 4es        |
| L'Appartien       | Armelle       | 54 ans                 | La mère                     | Éliminé lors du conseil de l'Assemblée de l'épisode 4 du 22 avril 2011          | 4es        |
| L'Appartien       | Alexis        | 32 ans                 | Le fils aîné                | Éliminé lors du quart de finale du 6 mai 2011                                   | 4es        |
| L'Appartien       | Jean-Baptiste | 20 ans                 | Le fils cadet               | Éliminé lors du conseil de l'Assemblée lors de l'épisode 8 du 6 mai 2011        | 4es        |
| Bouzid            | Abderrahmane  | 58 ans                 | Le père                     | Abandon lors de l'épisode 3 du 15 avril 2011                                    | 5es        |
| Bouzid            | Nadia         | 59 ans                 | La mère                     | Éliminée à la suite de sa défaite à l'exil lors de l'épisode 2 du 8 avril 2011  | 5es        |
| Bouzid            | Sabrina       | 28 ans                 | La fille                    | Abandon à la suite du départ des parents lors de l'épisode 3 du 15 avril 2011   | 5es        |
| Bouzid            | Ahmed         | 22 ans                 | Le fils                     | Abandon à la suite du départ des parents lors de l'épisode 3 du 15 avril 2011   | 5es        |

## Déroulement

### Épisode 1
| Familles            | Le grand jeu des familles | L'exil                         | L'exploration                     | L'assemblée     | Nombre de concurrents                     | Cagnotte  |
| ------------------- | ------------------------- | ------------------------------ | --------------------------------- | --------------- | ----------------------------------------- | --------- |
| Famille Fiasson     | Immunisés                 | -                              | Remportent la mission (+ 5 000 €) | -               | 4 (Charles, Estelle, Carole et Rémi)      | 105 000 € |
| Famille L'Appartien | Partent à l'exil          | Bruno (2e, va à l'assemblée)   | -                                 | Bruno (éliminé) | 3 (Armelle, Alexis et Jean-Baptiste)      | 105 000 € |
| Famille Ferrone     | Partent à l'exil          | Bruno (4e, éliminé)            | -                                 | -               | 3 (Stella, Celsino et Gianni)             | 105 000 € |
| Famille Bouzid      | Partent à l'exil          | Ahmed (3e, va à l'assemblée)   | -                                 | Ahmed (sauvé)   | 4 (Abderrahmane, Nadia, Sabrina et Ahmed) | 105 000 € |
| Famille Zorra       | Partent à l'exil          | Jimmy (1er, réintègre le camp) | -                                 | -               | 4 (Valérie, Thierry, Samantha et Jimmy)   | 105 000 € |

### Épisode 2
| Familles            | Le grand jeu des familles | L'exil                            | L'exploration                     | L'assemblée       | Nombre de concurrents                   | Cagnotte  |
| ------------------- | ------------------------- | --------------------------------- | --------------------------------- | ----------------- | --------------------------------------- | --------- |
| Famille Fiasson     | Partent à l'exil          | Carole (2e, va à l'assemblée)     | -                                 | Carole (éliminée) | 3 (Charles, Estelle et Rémi)            | 110 000 € |
| Famille L'Appartien | Immunisés                 | -                                 | Remportent la mission (+ 5 000 €) | -                 | 3 (Armelle, Alexis et Jean-Baptiste)    | 110 000 € |
| Famille Ferrone     | Partent à l'exil          | Stella (3e, va à l'assemblée)     | -                                 | Stella (sauvée)   | 3 (Stella, Celsino et Gianni)           | 110 000 € |
| Famille Bouzid      | Partent à l'exil          | Nadia (4e, éliminée)              | -                                 | -                 | 3 (Abderrahmane, Sabrina et Ahmed)      | 110 000 € |
| Famille Zorra       | Partent à l'exil          | Samantha (1re, réintègre le camp) | -                                 | -                 | 4 (Valérie, Thierry, Samantha et Jimmy) | 110 000 € |

### Épisode 3
| Familles            | Le grand jeu des familles | L'exil                           | L'exploration                | L'assemblée                   | Nombre de concurrents                   | Cagnotte  |
| ------------------- | ------------------------- | -------------------------------- | ---------------------------- | ----------------------------- | --------------------------------------- | --------- |
| Famille Fiasson     | Partent à l'exil          | Charles (va à l'assemblée)       | -                            | Charles (élimination annulée) | 3 (Charles, Estelle et Rémi)            | 110 000 € |
| Famille L'Appartien | Partent à l'exil          | Armelle (va à l'assemblée)       | -                            | Armelle (élimination annulée) | 3 (Armelle, Alexis et Jean-Baptiste)    | 110 000 € |
| Famille Ferrone     | Immunisés                 | -                                | Ne remportent pas la mission | -                             | 3 (Stella, Celsino et Gianni)           | 110 000 € |
| Famille Zorra       | Partent à l'exil          | Thierry (1er, réintègre le camp) | -                            | -                             | 4 (Valérie, Thierry, Samantha et Jimmy) | 110 000 € |
| Famille Bouzid      | Partent à l'exil          | Abderrahmane (abandon)           | -                            | -                             | 0 : Abandon de toute la famille         |           |

### Épisode 4
| Familles            | Le grand jeu des familles | L'exil                           | L'exploration                     | L'assemblée        | Nombre de concurrents                   | Cagnotte  |
| ------------------- | ------------------------- | -------------------------------- | --------------------------------- | ------------------ | --------------------------------------- | --------- |
| Famille Fiasson     | Immunisés                 | -                                | Remportent la mission (+ 5 000 €) | -                  | 3 (Charles, Estelle et Rémi)            | 115 000 € |
| Famille L'Appartien | Partent à l'exil          | Armelle (va à l'assemblée)       | -                                 | Armelle (éliminée) | 2 (Alexis et Jean-Baptiste)             | 115 000 € |
| Famille Ferrone     | Partent à l'exil          | Celsino (va à l'assemblée)       | -                                 | Celsino (sauvé)    | 3 (Stella, Celsino et Gianni)           | 115 000 € |
| Famille Zorra       | Partent à l'exil          | Thierry (1er, réintègre le camp) | -                                 | -                  | 4 (Valérie, Thierry, Samantha et Jimmy) | 115 000 € |

### Épisode 5
| Familles            | Le grand jeu des familles | L'exil                          | L'exploration                     | L'assemblée        | Nombre de concurrents          | Cagnotte  |
| ------------------- | ------------------------- | ------------------------------- | --------------------------------- | ------------------ | ------------------------------ | --------- |
| Famille Fiasson     | Immunisés                 | -                               | Remportent la mission (+ 5 000 €) | -                  | 3 (Charles, Estelle et Rémi)   | 120 000 € |
| Famille L'Appartien | Partent à l'exil          | Alexis (1er, réintègre le camp) | -                                 | -                  | 2 (Alexis et Jean-Baptiste)    | 120 000 € |
| Famille Ferrone     | Partent à l'exil          | Stella (va à l'assemblée)       | -                                 | Stella (sauvée)    | 3 (Stella, Celsino et Gianni)  | 120 000 € |
| Famille Zorra       | Partent à l'exil          | Valérie (va à l'assemblée)      | -                                 | Valérie (éliminée) | 3 (Thierry, Samantha et Jimmy) | 120 000 € |

### Épisode 6
| Familles            | Le grand jeu des familles | L'exil                           | L'exploration                | L'assemblée         | Nombre de concurrents         | Cagnotte  |
| ------------------- | ------------------------- | -------------------------------- | ---------------------------- | ------------------- | ----------------------------- | --------- |
| Famille Fiasson     | Partent à l'exil          | Estelle (1re, réintègre le camp) | -                            | -                   | 3 (Charles, Estelle et Rémi)  | 120 000 € |
| Famille L'Appartien | Immunisés                 | -                                | Ne remportent pas la mission | -                   | 2 (Alexis et Jean-Baptiste)   | 120 000 € |
| Famille Ferrone     | Partent à l'exil          | Stella (va à l'assemblée)        | -                            | Stella (sauvée)     | 3 (Stella, Celsino et Gianni) | 120 000 € |
| Famille Zorra       | Partent à l'exil          | Samantha (va à l'assemblée)      | -                            | Samantha (éliminée) | 2 (Thierry et Jimmy)          | 120 000 € |

### Épisode 7
| Familles            | Le grand jeu des familles | L'exil                                 | L'exploration                     | L'assemblée     | Nombre de concurrents         | Cagnotte  |
| ------------------- | ------------------------- | -------------------------------------- | --------------------------------- | --------------- | ----------------------------- | --------- |
| Famille Fiasson     | Partent à l'exil          | Rémi (va à l'assemblée)                | -                                 | Rémi (éliminé)  | 2 (Charles et Estelle)        | 125 000 € |
| Famille L'Appartien | Partent à l'exil          | Jean-Baptiste (1er, réintègre le camp) | -                                 | -               | 2 (Alexis et Jean-Baptiste)   | 125 000 € |
| Famille Ferrone     | Partent à l'exil          | Stella (va à l'assemblée)              | -                                 | Stella (sauvée) | 3 (Stella, Celsino et Gianni) | 125 000 € |
| Famille Zorra       | Immunisés                 | -                                      | Remportent la mission (+ 5 000 €) | -               | 2 (Thierry et Jimmy)          | 125 000 € |

### Épisode 8
| Familles            | Le grand jeu des familles | L'exil                           | L'exploration                     | L'assemblée             | Nombre de concurrents         | Cagnotte  |
| ------------------- | ------------------------- | -------------------------------- | --------------------------------- | ----------------------- | ----------------------------- | --------- |
| Famille Fiasson     | Immunisés                 | -                                | Remportent la mission (+ 5 000 €) | -                       | 2 (Charles et Estelle)        | 130 000 € |
| Famille L'Appartien | Partent à exil            | Jean-Baptiste (va à l'assemblée) | -                                 | Jean-Baptiste (éliminé) | 1 (Alexis)                    | 130 000 € |
| Famille Ferrone     | Partent à exil            | Celsino (va à l'assemblée)       | -                                 | Celsino (sauvé)         | 3 (Stella, Celsino et Gianni) | 130 000 € |
| Famille Zorra       | Partent à exil            | Jimmy (1er réintègre le camp)    | -                                 | -                       | 2 (Thierry et Jimmy)          | 130 000 € |

### Parcours final
| Familles            | Parcours final                                       |
| ------------------- | ---------------------------------------------------- |
| Famille Fiasson     | Éliminés à la fin du parcours final                  |
| Famille L'Appartien | Éliminés à l'épreuve intermédiaire du parcours final |
| Famille Ferrone     | Gagnants (65 % des votes du public)                  |
| Famille Zorra       | Finalistes (35 % des votes du public)                |

### Récapitulatif
| Épisodes | Nom des familles            | Nom des familles                  | Nom des familles          | Nom des familles            | Nom des familles              |
| Épisodes | Fiasson                     | L'Appartien                       | Ferrone                   | Bouzid                      | Zorra                         |
| -------- | --------------------------- | --------------------------------- | ------------------------- | --------------------------- | ----------------------------- |
| 1        | Immunisés                   | Bruno (éliminé-assemblée)         | Bruno (éliminé-exil)      | Ahmed (sauvé-assemblée)     | Jimmy (retour d'exil)         |
| 2        | Carole (éliminée-assemblée) | Immunisés                         | Stella (sauvée-assemblée) | Nadia (éliminée-exil)       | Samantha (retour d'exil)      |
| 3        | Charles (assemblée annulée) | Armelle (assemblée annulée)       | Immunisés                 | Abandon de toute la famille | Thierry (retour d'exil)       |
| 4        | Immunisés                   | Armelle (éliminée-assemblée)      | Celsino (sauvé-assemblée) | Abandon de toute la famille | Thierry (retour d'exil)       |
| 5        | Immunisés                   | Alexis (sauvé-exil)               | Stella (sauvé-assemblée)  | Abandon de toute la famille | Valérie (éliminée-assemblée)  |
| 6        | Estelle (sauvée-exil)       | Immunisés                         | Stella (sauvée-assemblée) | Abandon de toute la famille | Samantha (éliminée-assemblée) |
| 7        | Rémi (éliminé-assemblée)    | Jean-Baptiste (sauvé-exil)        | Stella (sauvée-assemblée) | Abandon de toute la famille | Immunisés                     |
| 8        | Immunisés                   | Jean-Baptiste (éliminé-assemblée) | Celsino (sauvé-assemblée) | Abandon de toute la famille | Jimmy (sauvé-exil)            |

## Éliminés
| Épisodes | Éliminés exil                         | Éliminés assemblée                               |
| -------- | ------------------------------------- | ------------------------------------------------ |
| 1        | Bruno Ferrone                         | Bruno L'Appartien                                |
| 2        | Nadia Bouzid                          | Carole Fiasson                                   |
| 3        | Toute la famille Bouzid (par abandon) | Pas d'éliminé à la suite de l'abandon des Bouzid |
| 4        | Plus d'éliminé à l'exil               | Armelle L'Appartien                              |
| 5        | Plus d'éliminé à l'exil               | Valerie Zorra                                    |
| 6        | Plus d'éliminé à l'exil               | Samantha Zorra                                   |
| 7        | Plus d'éliminé à l'exil               | Rémi Fiasson                                     |
| 8        | Plus d'éliminé à l'exil               | Jean-Baptiste L'Appartien                        |

## Grand Jeux des Familles
| Épisodes | Grand Jeux des Familles |
| -------- | ----------------------- |
| 1        | Famille Fiasson         |
| 2        | Famille L'Appartien     |
| 3        | Famille Ferrone         |
| 4        | Famille Fiasson         |
| 5        | Famille Fiasson         |
| 6        | Famille L'Appartien     |
| 7        | Famille Zorra           |
| 8        | Famille Fiasson         |

## Audiences
| Épisode    | Jour et horaire de diffusion        | Téléspectateurs en million(s) | Parts de marché (sur les 4 ans et plus) | Classement des audiences de la soirée | Référence |
| ---------- | ----------------------------------- | ----------------------------- | --------------------------------------- | ------------------------------------- | --------- |
| 1          | Vendredi 1er avril 2011 20:45-23:00 | 4 262 000                     | 18,7 %                                  | 2e                                    | [ 8 ]     |
| 2          | Vendredi 8 avril 2011 20:45-22:50   | 3 623 000                     | 16,1 %                                  | 3e                                    | [ 9 ]     |
| 3          | Vendredi 15 avril 2011 20:45-22:50  | 3 556 000                     | 15,1 %                                  | 3e                                    | [ 10 ]    |
| 4 + 5      | Vendredi 22 avril 2011 20:45-22:55  | 3 320 000                     | 16,9 %                                  | 2e                                    | [ 11 ]    |
| 6 + 7      | Vendredi 29 avril 2011 20:45-23:25  | 2 931 000                     | 14,8 %                                  | 2e                                    | [ 12 ]    |
| 8 + Finale | Vendredi 6 mai 2011 20:45-23:40     | 3 288 000                     | 17,2 %                                  | 2e                                    | [ 13 ]    |

Sur l'ensemble des 6 soirées, Familles d'Explorateurs affiche une moyenne de 3,497 millions de téléspectateurs pour 16,5 % de part de marché auprès de l'ensemble du public.
Un très mauvais bilan pour TF1, nettement inférieur à la moyenne du moment de la chaîne (23,2 % de part de marché en avril 2011). TF1 décide d’arrêter l'émission.
Légende :
En fond vert = Les plus hauts chiffres d'audiences
En fond rouge = Les plus bas chiffres d'audiences